# Ensemble Baiershofen

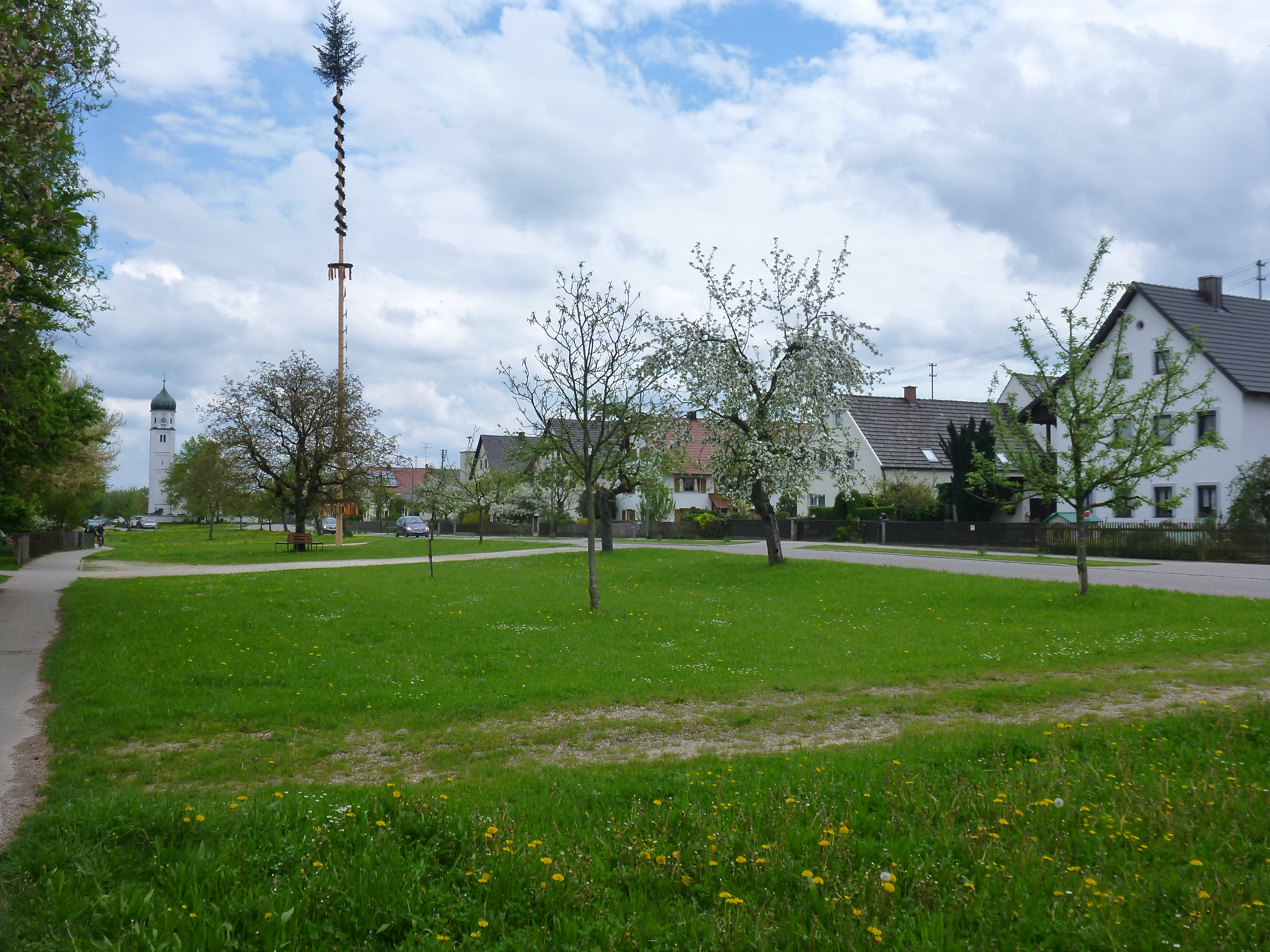
Dorfanger von Baiershofen, links hinten die Pfarrkirche St. Leonhard

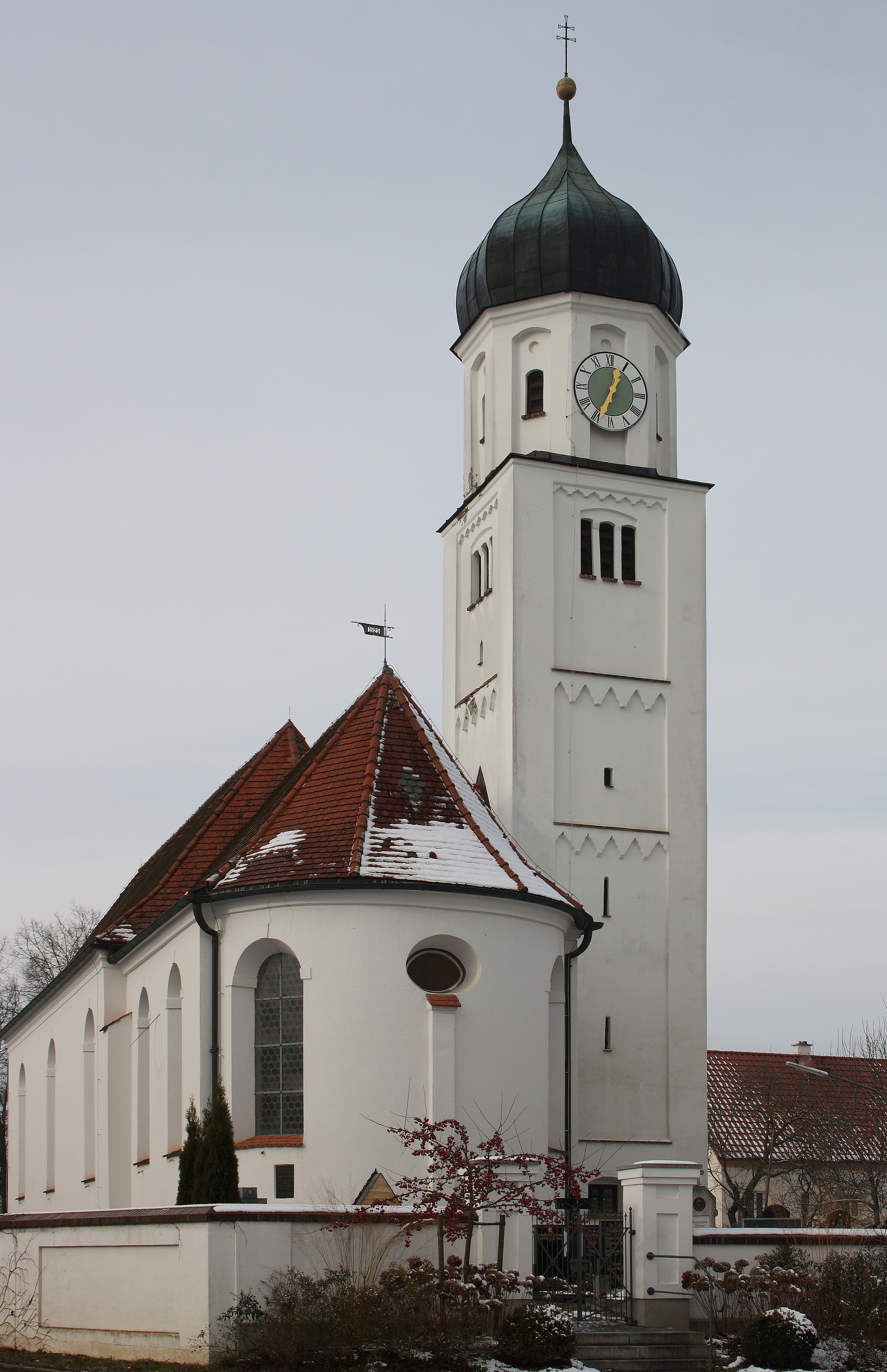
Pfarrkirche St. Leonhard

Das Ensemble Baiershofen umfasst den historisch bebauten Bereich von Baiershofen, einem Gemeindeteil von Altenmünster im schwäbischen Landkreis Augsburg in Bayern. Das Ensemble ist ein geschütztes Baudenkmal.

## Geschichte
Baiershofen entstand in der ersten Hälfte des 14. Jahrhunderts als Rodungssiedlung. Es handelt sich um eine charakteristische Siedlungsanlage vom mittelschwäbischen Typus. Sie erfolgte wohl durch das Kloster Fultenbach, das 1350 die Lehensverhältnisse im Dorf neu ordnete.

## Beschreibung
Das Ensemble umfasst den gesamten Angerbereich mit seiner Bebauung. Zu beiden Seiten des circa 650 Meter langen, westöstlich gerichteten Angers reihen sich jeweils etwa 25 bäuerliche Anwesen. Die Wohnstallhäuser stehen giebelständig zum Anger. Es handelt sich durchgehend um Satteldachbauten, die ursprünglich erdgeschossig waren und seit dem späten 19. Jahrhundert zweigeschossig ausgebaut wurden. 
Der Angerstreifen hat mit seinen Rasenflächen und mit den Obst- und Nussbäumen seinen historischen Charakter bewahrt. Daneben sind den einzelnen Anwesen kleine Hausgärten zum Anger hin zugeordnet. Auf der zur Feldflur gewandten Seite schließen sich in rechteckigen Streifen jeweils größere Gärten an. 
Die Pfarrkirche St. Leonhard, ein 1730 geweihter barocker Bau über älteren Teilen, wird vom Friedhof umgeben. Die Kirche steht in der Mitte des Angers und beherrscht das Ensemble. 
Der Pfarrhof setzt durch sein Walmdach einen besonderen Akzent. Die beiden Gasthäuser am Dorfanger 70 und am Kirchlesweg 2 sind außergewöhnlich groß. 
An seinen Enden wird das Ensemble durch die kleinen erdgeschossigen Bauernhäuser Dorfanger 77 und Dorfanger 22 abgeschlossen. Die beiden Häuser sind aus Platzmangel vor älteren Anwesen errichtet worden. 
Die jeweils östlich (Dorfanger 4 bis 20) und westlich sich anschließenden Häuser sind erst seit Ende des 19. Jahrhunderts entstanden und gehören nicht zum Ensemble.